# Radetzkybrücke
Die Radetzkybrücke ist eine Brücke über den Wienfluss und verbindet die beiden Wiener Gemeindebezirke Innere Stadt und Landstraße.
Die Radetzkybrücke ist die letzte Brücke über den Wienfluss vor dessen Einmündung in den Donaukanal und verbindet die Uraniastraße im 1. Bezirk mit der Radetzkystraße im 3. Bezirk. Schon vor 1848 gab es an dieser Stelle eine hölzerne Brücke, die 1851 vom damals herrschenden Hochwasser weggerissen wurde. Von 1854 bis 1855 wurde eine steinerne Bogenbrücke, nach den Plänen von Johann Hermann Maack, errichtet und 1869 in „Radetzkybrücke“ benannt. 1899 bis 1900 wurde die Steinbrücke während der Wienflussregulierung durch eine Eisenbrücke ersetzt. Die architektonische Gestaltung stammte von Josef Hackhofer und Friedrich Ohmann, nach deren Entwürfen auch die Kleine Marxerbrücke und die Wienflussverbauung im Stadtpark entstanden sind. Charakteristisch sind die zwei Bogenträger mit einem steinernen Strompfeiler und die Verzierung durch Jugendstilornamente sowie die typischen Stadtbahngeländer von Otto Wagner. 1907 bis 1908 sind zwei steinerne Leuchttürme dazu gekommen. Bei Kriegsende 1945 wurde sie bei der Schlacht um Wien schwer beschädigt und erst 1952 konnte die Wiedereröffnung der instand gesetzten Brücke gefeiert werden. Von 1978 bis 1979 wurde sie renoviert und umgebaut, und 1991 wurden die während des Krieges verschwundenen Leuchttürme anhand alter Fotos rekonstruiert.

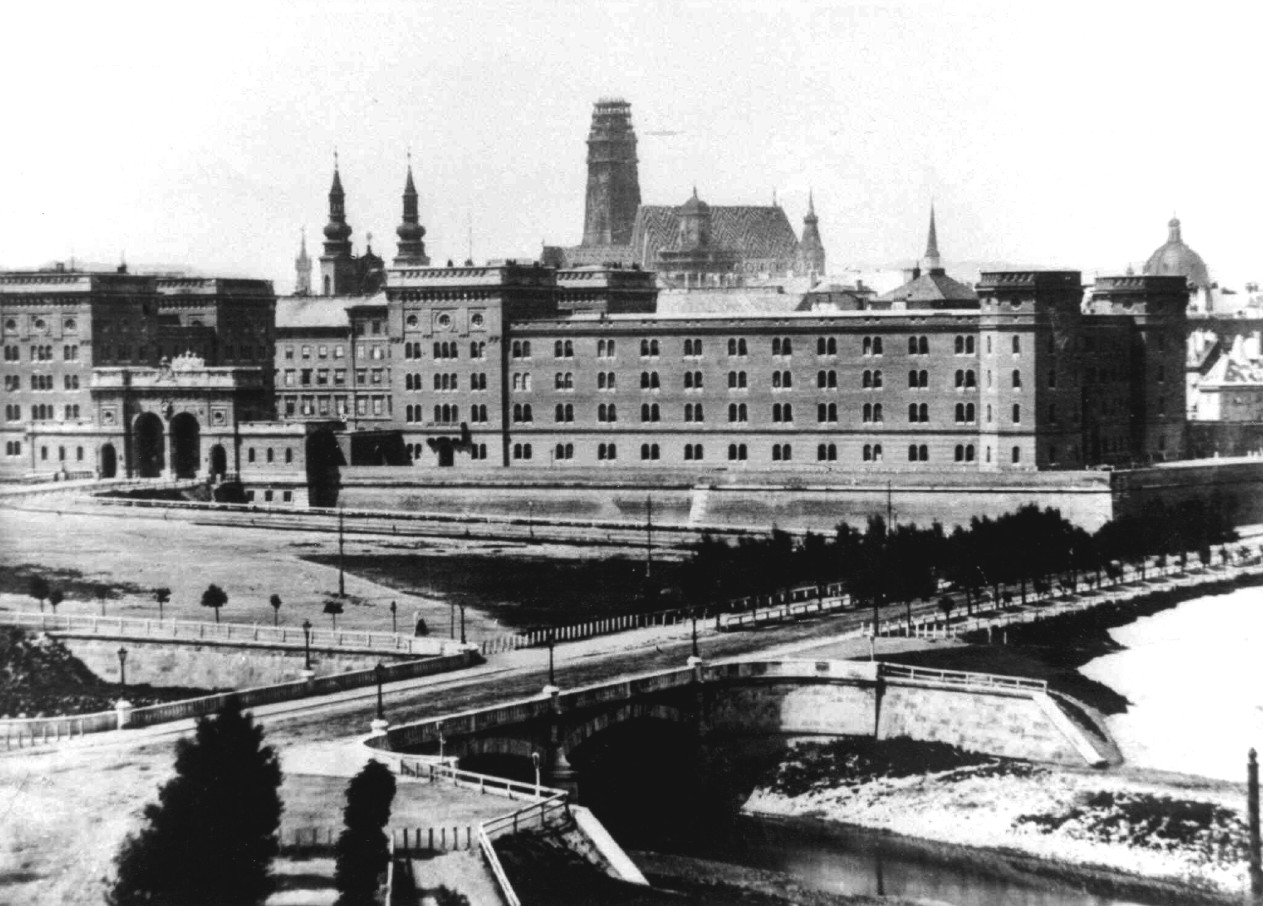
Die Radetzkybrücke um 1861
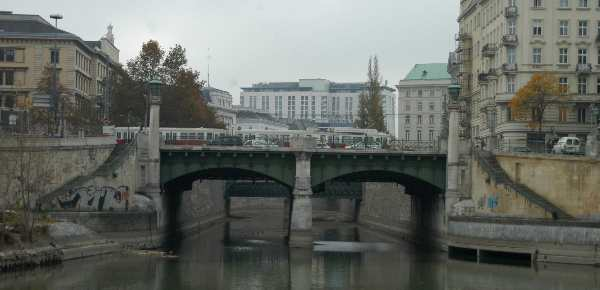
Die Radetzkybrücke vom Donaukanal aus gesehen